# Kozackie dywizjony konne 444 Dywizji Ochronnej
Kozackie Dywizjony Konne 444 Dywizji Ochronnej (ros. 1-й 2-й/444 Казачьи конные дивизионы) – kolaboracyjne oddziały wojskowe złożone z Kozaków podczas II wojny światowej.
Oba dywizjony zostały sformowane w ciągu 1942 r. 1 dywizjon utworzono w maju w rejonie Zaporoża, 2 dywizjon w październiku w rejonie Stawropola. Zostały podporządkowane dowództwu niemieckiej 444 Dywizji Ochronnej gen. Adalberta Mikulicza. Każdy dywizjon składał się z czterech szwadronów. Łączna liczebność doszła do 1,5 tys. żołnierzy. Kozacy do końca 1943 r. walczyli z partyzantami na wybrzeżu Morza Azowskiego i w dolinie rzeki Manycz. Wiosną 1944 r. przeniesiono ich na linię front nad rzeką Mius, gdzie poniosły duże straty. 1 dywizjon został zniszczony, zaś 2 dywizjon  przetransportowano do okupowanej Francji, skąd trafił do Austrii pod zwierzchnictwo Rezerwy Wojsk Kozackich. 